# بالنیا
بالنیا (به اسپانیایی: Balenyà) یک شهرستان در اسپانیا است که در بارسلون واقع شده‌است.